# Payr Hugó
Payr Hugó (Budapest, 1888. augusztus 24. – Budapest, 1976. május 18.) birkózó, újságíró, legitimista politikus.

## Életpályája
Szülei Payr Károly Ede és Gerl Katalin voltak.

### Sportolóként
1906-ban a Magyar Testgyakorlók Köre (MTK) tagjaként megnyerte a kötöttfogású középsúlyú országos bajnokságot. Bécsben Európa-bajnokságot nyert. Az 1908. évi londoni olimpián a kötöttfogásban mind a 93 kg-os, mind a 100 kg-os kategóriában 4. helyezett lett. 1906 és 1908 között négyszer szerepelt a válogatottban.

### Politikai pályája
A budapesti Pázmány Péter Tudományegyetemen filozófiát hallgatott, majd tanulmányait 22 éves korában félbehagyta, és újságíró lett. Ő volt 1911-től a fővárosi Népszálló gondnoka.
Az első világháború idején (1914–1918) haditudósító volt, a Budapesti Hírlap munkatársaként. Ő volt a főhadiszálláson akkreditált 10 magyar haditudósító egyike.
1918-ban ő volt a budapesti Déli Hírlap szerkesztője. Konzervatív politikai felfogása miatt a Fabik-féle, úgynevezett tengerészkülönítményt vonultatták fel ellene. Payr lapját lefoglalták („elkommunizálták”), maga Payr pedig kénytelen volt a lap éléről távozni. A forradalmak alatt minden közszerepléstől visszavonult. A Tanácsköztársaság bukása után a szélsőséges irányzatoktól távol tartotta magát.
1919 és 1925 között Budapest népélelmezési üzemeinek vezetője volt, az ínségakciókat szervezte. 1925-től a kormánypárt fővárosi szervezetének, az Egységes Községi Polgári Pártnak lett a titkára. Az 1930. évi községi választások alkalmával a főváros X. kerületében, Kőbányán kapott mandátumot Budapest törvényhatósági bizottságába. Rövidesen a törvényhatósági tanácsnak is a tagja lett.
Budapest déli választókerületében egységes párti listán jutott be a parlamentbe. 1931-ben az ő kezdeményezésére küldte ki a főváros a takarékossági bizottságot. Bukmékerek adócsalásait leplezte le, és feltárta az Imperiál olajpanama néven elhíresült ügyet.
1931-ben a fővárosi déli kerületben az Egységes Párt listájának (Usetty Bélát követő második helyén országgyűlési képviselővé választották. A Gömbös-kormány idején kivált a kormánypártból, és csatlakozott a legitimista Keresztény Gazdasági és Szociális Párthoz. A legitimista mozgalmon belül szembe került Griger Miklóssal. Felemelte szavát a második zsidótörvény, az 1939. évi IV. tc. tárgyalása során is, ahol az ellenzék érvelését meg sem hallgatta a képviselők többsége. Az ellenzéki Payr Hugó március 13-án az "újfajta bolsevizmus" veszélyére figyelmeztetett, s a törvényjavaslat kapcsán felhívta felhívta a figyelmet a gazdasági rend alapelvei elleni támadásra: "Ne méltóztassanak azonban csodálkozni: ha az egyszerű emberek azt látják, hogy a nagyurak, a miniszterek és törvényhozók áttörik a magántulajdon elvét, és a törvények segélyével akarják elvenni egy népcsoport állását, vagyonát, munkája gyümölcsét, megélhetési lehetőségét, akkor természetes, hogy a nép egyszerűbb eszközökkel akarja majd megcsinálni ugyanezt." Bár Payr és mások szórványos ellenállása az antiszemitizmus kollektív pszichózisát nem tudták megtörni, hozzájárultak ahhoz, hogy nem volt tömeges deportálás egészen a német megszállásig.
Az 1939. évi májusi választásokon Payr Hugó vereséget szenvedett. A politikától visszavonult; elnök lett egy részvénytársaságnál.
1944-ben részt vett a németellenes ellenállási mozgalomban.
1947 nyarán Balogh István Független Magyar Demokrata Pártja fővárosi szervezetének vezetője lett.
Az 1956-os forradalom és szabadságharc idején legitimista programmal lépett fel.

## Könyve
- József királyi herceg, 1914- 1917 (Budapest, 1917)